# Apodemia walkeri
Apodemia walkeri är en fjärilsart som beskrevs av Frederick DuCane Godman och Osbert Salvin 1886. Apodemia walkeri ingår i släktet Apodemia och familjen Riodinidae. Inga underarter finns listade i Catalogue of Life.